# Primera División 1919 (Uruguay)
Het seizoen 1919 van de Primera División was het negentiende seizoen van de hoogste Uruguayaanse voetbalcompetitie, georganiseerd door de Asociación Uruguaya de Football. De Primera División was een amateurcompetitie, pas vanaf 1932 werd het een professionele competitie.

## Teams
Er namen tien ploegen deel aan de Primera División tijdens het seizoen 1919. Negen ploegen wisten zich vorig seizoen te handhaven en Belgrano FC promoveerde vanuit de Divisional Intermedia. Zij kwamen in de plaats van het gedegradeerde Misiones FC.
| Club                      | Stad       | Stadion             | Vorig seizoen |
| ------------------------- | ---------- | ------------------- | ------------- |
| Belgrano FC               | Montevideo | Onbekend            | 1e (Int.)     |
| Central FC                | Montevideo | Parque Ricci        | 7e            |
| Charley FC                | Montevideo | Onbekend            | 9e            |
| Dublin FC                 | Montevideo | Onbekend            | 4e            |
| Montevideo Wanderers FC   | Montevideo | Estadio Belvedere   | 5e            |
| Club Nacional de Football | Montevideo | Gran Parque Central | 2e            |
| CA Peñarol                | Montevideo | Las Acacias         | 1e            |
| Reformers FC              | Montevideo | Onbekend            | 6e            |
| River Plate FC            | Montevideo | Parque Lugano       | 8e            |
| Universal FC              | Montevideo | Parque Salvo        | 3e            |

## Competitie-opzet
Alle deelnemende clubs speelden tweemaal tegen elkaar (thuis en uit). De ploeg met de meeste punten werd kampioen.
Titelhouder was CA Peñarol, maar zij slaagden er niet in om hun titel te verdedigen. Peñarol eindigde op de derde plek; het was voor het eerst sinds 1913 dat ze buiten de top-twee vielen. De strijd om het kampioenschap ging tussen Club Nacional de Football en Universal FC. Beide ploegen wonnen één onderlinge wedstrijd, maar Nacional liet in de overige duels minder punten liggen en pakte zo hun zevende titel. Universal werd tweede, hun hoogste klassering ooit.
Nieuwkomer Belgrano FC speelde de helft van de wedstrijden gelijk. Mede daardoor wisten ze Reformers FC en Charley FC achter zich te houden. Deze ploegen degradeerden echter niet, de Primera División werd volgend seizoen uitgebreid naar twaalf ploegen.

### Kwalificatie voor internationale toernooien
Sinds 1900 werd de Copa de Competencia Chevallier Boutell (ook wel bekend als de Tie Cup) gespeeld tussen Uruguayaanse en Argentijnse clubs. De winnaar van de Copa Competencia kwalificeerde zich als Uruguayaanse deelnemer voor dit toernooi. De Copa Competencia was een officiële Copa de la Liga, maar maakte geen deel uit van de Primera División.
Sinds 1905 werd om een tweede Rioplatensische beker gespeeld, de Copa de Honor Cousenier. De winnaar van de Copa de Honor plaatste zich namens Uruguay voor dit toernooi. In 1919 werden de Copa de Honor en de Copa de Honor Cousenier niet gespeeld.
In 1913 werd de Copa Ricardo Aldao (afgekort tot Copa Aldao) geïntroduceerd. Deze beker was genoemd naar de voorzitter van het Argentijnse Club de Gimnasia y Esgrima die de beker had geschonken. De Copa Aldao werd betwist tussen de landskampioenen van beide landen om zo te bepalen wie zich de beste Rioplatensische ploeg zou mogen noemen. In tegenstelling tot de Tie Cup en de Copa de Honor Cousenier (waarvan de Uruguayaanse deelnemer werd bepaald in een apart toernooi) werd de Uruguayaanse club die aan de Copa Aldao meedeed dus wel bepaald middels de Primera División.

### Eindstand
|     | Club                      | Sp. | W  | G | V  | Pnt. | DV | DT | DS  |
| --- | ------------------------- | --- | -- | - | -- | ---- | -- | -- | --- |
| 01. | Club Nacional de Football | 18  | 15 | 1 | 2  | 31   | 47 | 5  | +42 |
| 2.  | Universal FC              | 18  | 13 | 3 | 2  | 29   | 28 | 8  | +20 |
| 3.  | CA Peñarol                | 18  | 11 | 4 | 3  | 26   | 27 | 6  | +21 |
| 4.  | Montevideo Wanderers FC   | 18  | 10 | 2 | 6  | 22   | 26 | 14 | +12 |
| 5.  | Central FC                | 18  | 6  | 5 | 7  | 17   | 22 | 27 | –5  |
| 6.  | Dublin FC                 | 18  | 3  | 8 | 7  | 14   | 12 | 24 | –12 |
| 7.  | River Plate FC            | 18  | 2  | 8 | 8  | 12   | 8  | 27 | –19 |
| 8.  | Belgrano FC               | 18  | 1  | 9 | 8  | 11   | 9  | 30 | –21 |
| 9.  | Reformers FC              | 18  | 2  | 6 | 10 | 10   | 7  | 19 | –12 |
| 10. | Charley FC                | 18  | 1  | 6 | 11 | 8    | 6  | 32 | –26 |

### Legenda
| Kleur                                   | Kwalificatie voor |
| --------------------------------------- | ----------------- |
|                                         | Copa Aldao 1919   |
| Tie Cup 1919 (winnaar Copa Competencia) |                   |

| Winnaar Primera División 1919      |
| ---------------------------------- |
| Club Nacional de Football 7e titel |

#### Topscorer
M. Varela van landskampioen Nacional maakte tien doelpunten en werd daarmee topscorer van de competitie.
| №  | Speler    | Club(s)                   | Goals |
| -- | --------- | ------------------------- | ----- |
| 1. | M. Varela | Club Nacional de Football | 10    |

1900 · 1901 · 1902 · 1903 · 1904 · 1905 · 1906 · 1907 · 1908 · 1909 · 1910 · 1911 · 1912 · 1913 · 1914 · 1915 · 1916 · 1917 · 1918 · 1919 · 1920 · 1921 · 1922 · 1923 · 1924 · 1925 · 1926 · 1927 · 1928 · 1929 · 1930 · 1931 · 1932 · 1933 · 1934 · 1935 · 1936 · 1937 · 1938 · 1939 · 1940 · 1941 · 1942 · 1943 · 1944 · 1945 · 1946 · 1947 · 1948 · 1949 · 1950 · 1951 · 1952 · 1953 · 1954 · 1955 · 1956 · 1957 · 1958 · 1959 · 1960 · 1961 · 1962 · 1963 · 1964 · 1965 · 1966 · 1967 · 1968 · 1969 · 1970 · 1971 · 1972 · 1973 · 1974 · 1975 · 1976 · 1977 · 1978 · 1979 · 1980 · 1981 · 1982 · 1983 · 1984 · 1985 · 1986 · 1987 · 1988 · 1989 · 1990 · 1991 · 1992 · 1993 · 1994 · 1995 · 1996 · 1997 · 1998 · 1999 · 2000 · 2001 · 2002 · 2003 ·  2004 · 2005 · 2005/06 · 2006/07 · 2007/08 · 2008/09 · 2009/10 · 2010/11 ·  2011/12 · 2012/13 · 2013/14 · 2014/15 · 2015/16 · 2016 · 2017 · 2018 · 2019 · 2020 · 2021 · 2022 · 2023